# Dariusz Załuski
Dariusz Załuski (ur. 1959) – polski taternik, alpinista, himalaista, przewodnik SKPB Warszawa, absolwent Politechniki Warszawskiej, autor zdjęć, scenarzysta i reżyser wielu filmów o tematyce górskiej. Zdobywca pięciu ośmiotysięczników, w tym K2 oraz (dwukrotnie) Mount Everest. Członek Klubu Wysokogórskiego w Warszawie. Właściciel Agencji Podróżniczej Go Everest. 

## Osiągnięcia górskie
W 1989 wspólnie z Pawłem Józefowiczem dokonał pierwszego wejścia na Hagshu (6515 m) w Himalajach. W 1993 wspólnie z Jerzym Natkańskim dokonał pierwszego wejścia na Borondo Sar (6800 m) w Karakorum. Również z Jerzym Natkańskim wszedł w 1990 na Aconcagua (6960 m) w Andach, w 1995 na Kilimandżaro (5895 m) w Afryce oraz w 1997 na Denali (McKinley) (6194 m) w Ameryce Północnej.
Uczestniczył w kilkunastu polskich wyprawach w Himalaje i Karakorum, w tym w siedmiu zimowych. W 1997 wspólnie z Jerzym Natkańskim zdobył szczyt Gaszerbrum II (8035 m). W 2000 wspólnie z Ryszardem Pawłowskim i Eugeniuszem Chomczykiem wszedł na Czo Oju (8201 m), rok później wspólnie z Anną Czerwińską zdobył Lhotse (8516 m). W 2006 brał udział w kilkunastoosobowej wyprawie Falvit Everest Expedition 2006. Jej celem było odtworzenie drogi, którą po raz pierwszy zdobyto Mount Everest w 1953. Wyprawa zakończyła się zdobyciem szczytu przez Dariusza Załuskiego, Martynę Wojciechowską oraz kilku innych członków ekipy, w tym trzech Polaków i trzech Szerpów.
W 2011 w ramach międzynarodowej wyprawy, w skład której wchodziła m.in. Gerlinde Kaltenbrunner, zdobył (jako dziewiąty Polak) szczyt K2 (8611 m). Rok później wspólnie z Robertem Szymczakiem i Wojciechem Kukuczką po raz drugi zdobył Mount Everest (8848 m).

## Twórczość filmowa
Przygodę z filmem górskim rozpoczął od kręcenia zdjęć na ostatniej wyprawie himalajskiej kierowanej przez Andrzeja Zawadę w 1997. Obecnie ma na swoim koncie kilkanaście filmów dokumentujących wyprawy górskie, których bohaterami jest wiele czołowych polskich i zagranicznych himalaistów.
Jego film dokumentujący wyprawę Anny Czerwińskiej na Lhotse Przypadki pani Ani (2001) zdobył wyróżnienia na wielu festiwalach filmów górskich w i został zakwalifikowany do finału "Banff World Tour", podobnie jak jego kolejny film Ciao Martina (2004), którego motywem przewodnim są relacje między wspinaczem Simone Moro i jego kilkuletnią córką. Za film Annapurna na lekko (2008), dokumentujący polską wyprawę na Annapurnę, w której brał udział m.in. Piotr Pustelnik i Piotr Morawski, otrzymał nagrodę na VI Festiwalu Filmów Górskich w Krakowie oraz nagrodę za najlepszy film górski na Międzynarodowym Festiwalu Filmów Górskich w Vancouver 2009. 

Jego materiały filmowe były wielokrotnie wykorzystywane w telewizyjnych filmach dokumentalnych, m.in. w Polskich Himalajach (wyd. Agora) oraz Himalaiści (wyd. Discovery Historia).

## Filmografia
źródło:
- Zimowa Loteria (2001, 25')
- Przypadki Pani Ani (2001, 21')
- Obrazki z Wyprawy (2002, 22')
- Snow Story (2003, 19')
- Krótka relacja z wyprawy (2004, 15')
- Ciao Martina (2004, 22')
- Zimą na Shishę (2005, 25')
- Wszystko prawie o wyprawie (2006, 42')
- Everest. Przesunąć horyzont (2007, 63')
- Annapurna na lekko (2008, 24')
- Bieg Kukuczki (2010, 45')
- Two on K2 (2013, 47')
- No ski no fun (2015, 32')
- Zimowa wyprawa na K2 1987/1988 (2017, 49')
- Ostatnia Góra (2019, 83')